# 北京证券交易所
北京证券交易所（英語：Beijing Stock Exchange），简称北交所，是经中华人民共和国国务院批准成立的首家采用公司制的证券交易所，以全国中小企业股份转让系统（俗称“新三板”）精选层为基础创建而来，由全国中小企业股份转让系统有限责任公司完全控股。

## 規則
- 个人投资者投資北京证券交易所的门槛为前20个交易日，账户内资产不低于50万。
- 新股上市首日不设涨跌幅限制，当盘中成交价格较开盘价首次上涨或下跌达到或超过30%及60%时，盘中临时停牌10分钟。上市首日之后实行30%的价格涨跌幅限制。[1]

## 历史沿革

### 早期北京證券交易史
北京最早的股市是北平證券交易所，1918年開業，也是中國人的第一家自辦交易所，但在抗日戰爭爆發後便停止運作。

### 全国中小企业股份转让系统精选层
2018年7月10日，已卸任的中国证券监督管理委员会主席肖钢在全国政协会议上建议，深化新三板市场改革，让新三板和沪深交易所错位发展，措施可包括设置“公开发行层”，增加新三板的市场发行功能，实施注册制度试点，实施严格退市制度，改革市场交易机制，维持合格投资者准入制度等。2018年10月，时任中国证监会主席刘士余表示，将全面深化中国大陆资本市场改革。2019年10月，证监会宣布，全面推进“新三板”改革，设立公开发行股票的“精选层”，并建立新三板和沪深交易所之间的转板机制。
2020年7月27日，首批32家企業在新三板精選層上市。在「精選層」掛牌一定期限，且符合交易所上市條件和相關規定的企業，可以直接轉上海證券交易所和深圳證券交易所上市，並且“精选层”内股票实施实施连续竞价交易，漲跌幅限制為30%，上市首日不設漲跌幅限制。同时，有7隻中国大陆的公募基金参与了精选层公司上市前战略投资（俗称“打新”），让不符合精选层合格投资者条件的投资者也能参与其中。

### 北京证券交易所

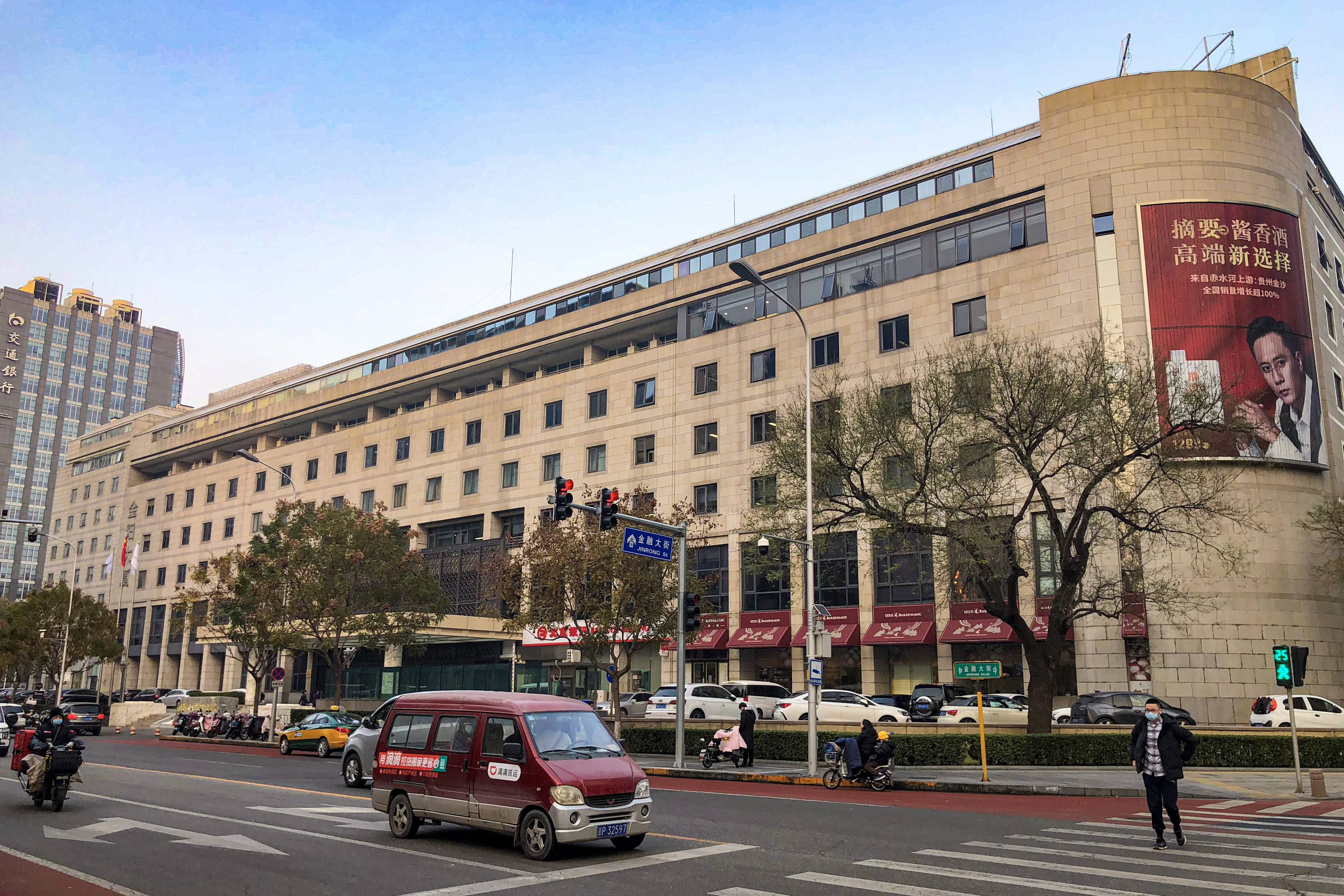
金阳大厦为北交所的所在地

2021年9月2日，中共中央总书记、国家主席习近平在中国国际服务贸易交易会上发表讲话，宣布进一步深化“新三板”改革，设立北京证券交易所。中国证监会指出，建立北京证券交易所将按照分步实施、循序渐进的原则，严格遵循证券法，总体平移“新三板”精选层各项基础制度，北京证券交易所上市企业由“新三板”创新层挂牌满12个月的企业产生，维持“新三板”基础层、创新层与北京证券交易所的递进层次，同步试点证券发行注册制，上市首日拟不设涨跌幅限制，上市次日起涨跌幅限制为30%，投资者门槛实施适当性管理并随市场情况完善。
2021年9月3日，北京证券交易所有限责任公司注册成立，全国股转系统公司为唯一股东，法定代表人、董事长由全国股转系统公司董事长徐明出任，注册资本10亿元人民币，注册地址为北京市西城区金融大街丁26号，即全国股转公司注册地金阳大厦。
2021年9月17日，北京证券交易所規定个人投资者准入的资金门槛为证券资产50万元，机构投资者准入不设置资金门槛。同日，全国股转公司亦发布关于修改《全国中小企业股份转让系统投资者适当性管理办法》的公告，将新三板创新层投资者门槛从150万元降至100万元。
2021年10月8日，預備在北京證券交易所上市的广咨国际、广脉科技、海希通讯、恒合股份、锦好医疗等5只新股迎来申购。這是北京证券交易所设立以来，首次有將上市的股票接受投資者申購。
2021年10月30日晚间，中國证监会发布了北交所发行上市、再融资、持续监管三件规章以及相关的十一件规范性文件。
2021年11月15日，北京证券交易所开市。其中81家公司為北交所首批上市公司，其中10家為首次公开发行的企业，71家由新三板精选层平移至北交所上市。同時证监会批准8只北交所主题公募基金運作。
2023年2月13日，北京证券交易所啟動融资融券业务。2月20日，北京证券交易所启动股票做市交易业务。首批13家券商将参与北交所股票做市交易，共涉及做市标的股票36只。
2024年1月15日，北京证券交易所公司（企业）债券市场正式开市。
2023年11月27日，北證50日均量創下303億最高峰值，之後一路跌至30億附近，2024年6月13日僅剩26億人民幣，等於萎縮91%。